# 서울 본원정사 목조지장보살좌상
서울 본원정사 목조지장보살좌상(-- 本願精寺 木造地藏菩薩坐像)은 서울특별시 강북구 수유동, 본원정사에 있는 조선시대의 불상이다. 2001년 9월 15일 서울특별시의 유형문화재 제136호 본원정사 목조지장보살좌상(本願精寺 木造地藏菩薩坐像)로 지정되었다가, 2009년 6월 4일 본원정사 목 보살좌상(지장보살)로 변경 고지되었다.

## 개요
본원정사 명부전에 모셔져 있는 나무로 만든 지장보살상이다. 이 지장보살상은 삼각산 태고사에 있었는데 한국전쟁 때 태고사에 불이 나 본원정사로 옮겨졌다고 전한다.
고개를 약간 숙이고 앉아 있는 이 지장보살좌상은 신체에 비해 얼굴이 다소 넓적하고 큰 느낌이 있으나 전체적으로 단정하면서도 균형이 잘 잡혀 있어 안정감을 준다. 이마가 넓고 두 귀가 크게 표현된 얼굴에 머리는 민머리 형태를 하고 있다. 몸체가 그다지 큰 편은 아니지만 양감이 잘 표현되었다. 두 어깨를 모두 감싼 옷은 자연스러운 옷주름을 만들면서 흘러 내려 온몸을 감싸고 있다. 특히, 오른쪽 어깨 위에서 흘러내린 옷자락이 팔에 걸쳤다가 다시 아래 입은 옷의 속으로 끼워져 있다. 지장보살좌상의 손부분은 원래의 것이 불에 타 다시 갈아 끼운 것이다.
전체적인 형태와 앉은 자세, 옷자락의 세부 표현 및 착의법, 양감표현, 목조 재질이나 나무를 깎은 수법, 복장유물을 넣었던 구멍을 막은 기법 등의 면에서 18세기 초기 불상의 특징을 가지고 있다. 이 목조지장보살좌상은 규모나 조각 수법, 양식적인 특징 등은 조선 후기 목조각을 대표할 만한 것으로 평가된다.

## 참고 자료
- 본원정사 목 보살좌상(지장보살) - 국가유산청 국가유산포털